# L'Osservatore Romano
L'Osservatore Romano (італ. Римський оглядач) — офіційний друкований орган Святого Престолу. Видання охоплює всю публічну діяльність папи римського, публікує передові статті важливих церковнослужителів і друкує офіційні документи після їх випуску.

## Історія
Засновником газети вважається Маркантоніо Пачеллі — міністр внутрішніх справ Папської Області за часів Пія IX, а також дід папи Пія XII.
Перший випуск L'Osservatore Romano було випущено в Римі 1 липня 1861 року, за кілька місяців після того, як було оголошено про створення Італійського Королівства 17 березня 1861.
Формулювання щоденна газета було додано 31 березня 1862. Газета видається різними мовами (сортуються за роком першого випуску національною мовою):
- Щоденно італійською (1861);
- Щотижня французькою (1949);
- Щотижня італійською (1950);
- Щотижня англійською (1968);
- Щотижня іспанською (1969);
- Щотижня португальською (1970);
- Щотижня німецькою (1971);
- Щомісяця польською (1980);

Щоденне італійське видання L'Osservatore Romano видається вдень, із датою випуску наступного дня. Через це часто виникають непорозуміння.
Щотижневе англійське видання L'Osservatore Romano вперше вийшло 4 квітня 1968. Нині газета поширена у понад 129 країнах.

## Девіз
Девіз видання — unicuique suum («кожному своє») і non praevalebunt (вороги Бога, Церкви не переможуть нас), Друкується під верхнім колонтитулом першої сторінки.